# 장준휘
장준휘(張雋煇, 1975년 1월 30일 ~ )는 대한민국의 배우이다.

## 학력
- 한양대학교 연극영화과

## 출연작

### 영화
- 《벗어날 탈 脫》 (2024년)
- 《절해고도》 (2023년) - 경수 역
- 《경아의 딸》 (2022년) - 학년부장 역
- 《기기묘묘》 (2022년) - 성근 역
- 《홈리스》 (2022년) - 배달 사무소 사장 역
- 《주연》 (2022년) - 피시방사장님 역
- 《서바이벌 택틱스》 (2021년) - 억울한 남자 역
- 《비밀의 정원》 (2021년) - 검사 (목소리) 역
- 《정말 먼 곳》 (2021년) - 허씨 역
- 《관계의 가나다에 있는 우리는》 (2021년) - 양상규 역
- 《세척》 (2020년) - 오씨 역
- 《심판기》 (2020년) - 형식 역
- 《럭키 몬스터》 (2020년) - 박 팀장 역
- 《야구소녀》 (2020년) - 공장팀장 역
- 《파도를 걷는 소년》 (2020년) - 목소리 출연
- 《99년식》 (2019년) - 창규 역
- 《레오》 (2019년) - 정철 역
- 《파테르》 (2019년) - 영철 역
- 《타짜: 원 아이드 잭》 (2019년) - 양복 역
- 《아워 바디》 (2019년) - 정 부장 역
- 《한낮의 피크닉》 (2019년) - 게하사장 역
- 《보희와 녹양》 (2019년) - 라면남 역
- 《물속에서 숨 쉬는 법》 (2017년)
- 《의자 위 여자》 (2017년) - A/S 기사 팀장 역
- 《백천》 (2017년) - 메리야스남 역
- 《방구의 무게》 (2017년)
- 《장례난민》 (2017년) - 아빠 역
- 《그리다》 (2017년) - 관계의 가나다에 있는 우리는-도서관 사서 역
- 《야근수당》 (2016년) - 용철 역
- 《할머니와 돼지머리》 (2016년) - 중계인 역
- 《가슴의 문을 두드려도》 (2016년) - 국어선생 역
- 《오빠생각》 (2016년) - 인민장교 역
- 《낙원》 (2016년)
- 《살기 좋은 아파트》 (2016년) - 김씨 역
- 《물구나무 서는 여자》 (2015년)
- 《피크닉》 (2015년) - 민준 역
- 《돌연변이》 (2015년) - 기자 3 역
- 《나이트 스위밍》 (2013년) - 준휘 역
- 《캐치 볼》 (2008년) - 경민 역
- 《가문의 영광 3 - 가문의 부활》 (2006년) - 취재기자 역

### 드라마
- 《첫, 사랑을 위하여》 (2025년, tvN) - 안 반장 역
- 《풍문으로 들었소》 (2015년, SBS)
- 《하늘벽에 오르다》 (2014년, KBS2)
- 《미생》 (2014년, tvN) - 석 대리 역
- 《밀회》 (2014년, JTBC) - 공연과장 역
- 《세계의 끝》 (2013년, JTBC)
- 《흔들리지마》 (2008년, MBC)
- 《9회말 2아웃》 (2007년, MBC) - 박상훈 역
- 《사랑도 미움도》 (2006년, SBS)

### 뮤직비디오
- 화요비 - 남자는 모른다